# Ceratopogon rufigastris
Ceratopogon rufigastris är en tvåvingeart som först beskrevs av Santos Abreu 1918.  Ceratopogon rufigastris ingår i släktet Ceratopogon och familjen svidknott.
Artens utbredningsområde är Kanarieöarna. Inga underarter finns listade i Catalogue of Life.